# Alexander Adolph

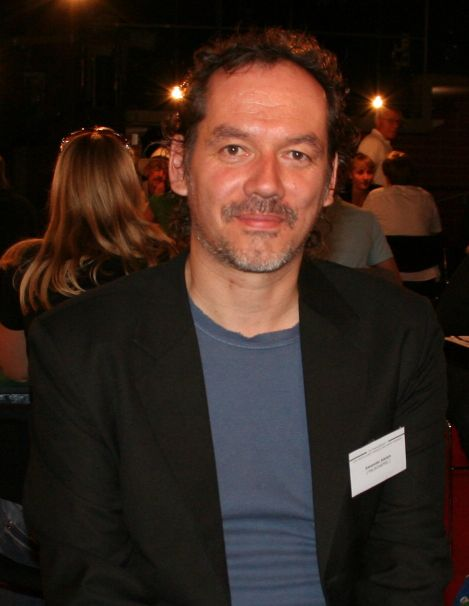
Alexander Adolph

Alexander Adolph (* 10. November 1965 in München), der zeitweise den Künstlernamen Nanouk C. Wilmer benutzt, ist ein deutscher Drehbuchautor und Regisseur.

## Leben
Nach dem Abitur studierte Adolph an der Münchner Ludwig-Maximilians-Universität Rechtswissenschaften und legte das Erste und Zweite Staatsexamen ab. Schon während dieser Zeit schrieb er Hörspiele, Features und Reportagen. 1997 erhielt er für das Hörspiel Flirt den internationalen Hörspielpreis U.R.T.I. (Grand Prix de la Radio).
Seit Mitte der 1990er Jahre ist Alexander Adolph vorwiegend als freier Drehbuchautor und Regisseur tätig. Das erste Drehbuch aus seiner Feder war 1996 der WDR-Tatort Der Spezialist. Für eine weitere Tatort-Folge, Im freien Fall, welche Kunstfälschung zum Thema hatte, wurde Adolph 2002 mit einem Adolf-Grimme-Preis ausgezeichnet. Einen weiteren Grimme-Preis erhielt er für die erste Folge Verdecktes Spiel der von ihm entwickelten ZDF-Reihe Unter Verdacht mit Senta Berger. Für die zweite Folge dieser Reihe mit dem Titel Eine Landpartie bekam er 2003 den Deutschen Fernsehpreis sowie den Juliane-Bartel-Preis. Im selben Jahr wurde Adolph mit dem Autorenpreis der Cologne Conference ausgezeichnet. Der nach Alexander Adolphs Drehbuch 2004 entstandene Film Kleine Schwester erhielt den VFF TV-Movie Award und wurde 2005 für den Grimme-Preis nominiert.
Aufsehen erregte sein Dokumentarfilm Die Hochstapler: Vier wegen Betruges verurteilte Straftäter sprechen darin vor laufender Kamera über ihre Taten; der Film selbst enthält sich jeder moralisierenden oder wertenden Geste und lief auf Festivals in Nyon, Amsterdam, Solothurn, London, Neuseeland und München. Im Frühjahr 2009 kam der von Alexander Adolph geschriebene und inszenierte Spielfilm So glücklich war ich noch nie mit Devid Striesow, Nadja Uhl und Jörg Schüttauf in die Kinos. Devid Striesow wurde für seine Darstellung eines Hochstaplers in der Kategorie „Bester Schauspieler“ für den Deutschen Filmpreis nominiert. Adolphs Spielfilm Der letzte Angestellte mit Christian Berkel, Jule Ronstedt und Bibiana Beglau startete im Oktober 2011 bundesweit im Kino.
Seit 2002 unterrichtet Alexander Adolph an der Hochschule für Fernsehen und Film München, der Internationalen Filmschule Köln sowie der Filmakademie Baden-Württemberg. Er ist Mitglied im Bundesverband Regie (BVR).

## Filmografie (Auswahl)
- 1996: Tatort – Der Spezialist
- 1997: Tatort – Der Teufel (Buch)
- 2000: Ein starkes Team – Braunauge (Buch)
- 2001: Tatort – Im freien Fall
- 2002: Ein starkes Team: Der Mann, den ich hasse
- 2002: Unter Verdacht – Verdecktes Spiel
- 2003: Unter Verdacht – Eine Landpartie
- 2004: Kleine Schwester
- 2006: Die Hochstapler (Dokumentarfilm)
- 2008: Tatort – Der oide Depp
- 2008: Marie Brand und die tödliche Gier
- 2008: Marie Brand und der Charme des Bösen
- 2009: Polizeiruf 110 – Endspiel
- 2009: So glücklich war ich noch nie
- 2010: Kongo
- 2011: Der letzte Angestellte
- 2011: Ein starkes Team – Am Abgrund
- 2012: Tatort – Der tiefe Schlaf
- 2014: München Mord – Wir sind die Neuen
- 2014: Polizeiruf 110 – Morgengrauen
- 2014: München Mord – Die Hölle bin ich
- 2014: Tatort – Der sanfte Tod
- 2016: Tatort – Taxi nach Leipzig (Jubiläumsfolge 1000, Buch und Regie)
- 2018: Der große Rudolph
- 2018: Schwartz & Schwartz – Mein erster Mord
- 2019: Schwartz & Schwartz: Der Tod im Haus
- 2020: Schwartz & Schwartz: Wo der Tod wohnt
- 2023: Die nettesten Menschen der Welt
- 2023: Flunkyball
- 2024: Polizeiruf 110: Funkensommer

## Auszeichnungen
- 2002: Adolf-Grimme-Preis für Tatort – Im Freien Fall
- 2003: Autorenpreis der Cologne Conference
- 2003: Deutscher Fernsehpreis für Unter Verdacht – Eine Landpartie
- 2003: Juliane-Bartel-Preis für Unter Verdacht
- 2003: Adolf-Grimme-Preis für Unter Verdacht – Verdecktes Spiel
- 2004: VFF TV-Movie Award für Kleine Schwester
- 2007: Preis der Jury 16, Kinofest Lünen für Die Hochstapler
- 2010: Silver Melies/Melies d’Argent Filmfestival Leeds für Der letzte Angestellte
- 2010: Bernd Burgemeister Fernsehpreis für Kongo
- 2011: Best Film und Best Director, Festival Internacional de Cine de Horror dela Ciudad de México für Der letzte Angestellte
- 2013: Deutscher Fernsehkrimipreis – bestes Drehbuch für Tatort – Der tiefe Schlaf